# Kronos
Kronos (starořecky Κρόνος, Krónos) je v nejrozšířenější verzi řecké mytologie nejmladším synem řeckých titánů Úrana a Gaie. Spolu s Rheiou je jako každý z Titánů přidělen jedné z hvězdných mocností, v jeho případě to je Saturn. V římské mytologii se nazývá Saturn (latinsky Saturnus). 
Podle Pelasgického mýtu o stvoření světa je synem Eurynomé a Ofióna.
Jeho název byl v antické lidové etymologii již velmi brzy ztotožněn s bohem času Chronem, což je ale etymologicky nesprávné. Zpočátku se jednalo o dva různé bohy, kteří pak v mnoha podáních spolu splynuli. Otázka správného původu slova je sporná, snad je odvozeno od slova kraino.[zdroj?] Pravděpodobnější ale je, že název má předřecký původ a podobně také Kronův kult byl převzat z předřecké tradice.

## V řecké mytologii a raných mýtech
Gaia se stala manželkou Úrana, když ovládl svět a zplodili dvanáct potomků, Titánů, jménem Ókeanos, Koios, Krios, Hyperión, Iapetos a Kronos a Titánky jménem Theia, Rheia, Mnémosyné, Foibé, Themis a Téthys.
Úranus své potomky nenáviděl a své další potomky Hekatoncheiry dokonce svrhl do Tartaru. Kvůli tomu jejich matka Gaia své děti vyzývala, aby otce vlády zbavili, ale jediný Kronos jí vyhověl. Gaia ho vyzbrojila srpem z pazourku a Kronos tímto srpem ve spánku svého otce zbavil mužnosti, prohlásil se za vládce světa a své sourozence přiměl, aby mu sloužili. Z krve, která kapala ze zmrzačeného Úrana na zem, se po spojení s Gaiou zrodili obři Giganti a (podle některých autorů) bohyně pomsty Erínye. Posledním Úranovým potomkem byla podle Hésioda bohyně lásky Afrodíté, zrozená z pěny oplodněné do moře hozeným Uranovým mužstvím. Jiné verze však uvádí, že Afrodité je dcerou Dia.
Podle Pelasgického mýtu o stvoření světa nesvrhl Kronos Úrana, ale velikého hada Ofióna. 
Po svržení Úrana se Kronos stal vládcem veškerenstva. Znovu uvěznil Hekatoncheiry a nechal je hlídat žalářnicí jménem Kampé. Manželkou se stala jeho sestra Rheia. Jeho dětmi jsou bohové Hestia, Démétér, Héra, Hádés, Poseidón, které všechny spolknul z obavy, aby se historie neopakovala a jeho vlastní děti ho v budoucnosti nezbavily vlády.
Nejmladší Zeus Kronově hrozbě unikl díky Rheině lsti. Před Diovým narozením odešla na ostrov Krétu, tajně porodila v hluboké jeskyni hory Dikté a Kronovi místo novorozence dala kámen zabalený v plenách. Totéž se podle některých pověstí stalo i s Poseidónem, kdy však Kronovi místo dítěte bylo podstrčeno hříbě. Většinou se však uvádí, že Poseidón byl spolknut podobně jako jeho sourozenci.
Dia se ujaly nymfy Adrásteia a Ídaia, krmily ho medem a mlékem božské kozy Amaltheie. Na stráži stáli Kúréti, horští démoni. Ti měli za úkol působit údery svých mečů do štítů při pláči malého Dia takový hluk, aby ho Kronos nemohl zaslechnout. Podle jiné pověsti ho nymfa Adamanthea uložila do zlaté kolébky, kterou pak zavěsila na strom, aby ho Kronos nemohl nalézt ani na nebi, ani na zemi, ani na moři. Jiná verze pověsti tvrdí, že Zeus byl vychováván svou babičkou Gaiou.
Když Zeus dospěl, pomstil se otci. Na radu Titánky Métis a s pomocí své matky Rhei se stal Kronovým číšníkem. Pak podle Métidiny rady smíchal medový nápoj s dávidlem, a to mu podal. Pak už Kronos zvrátil všechny Diovy bratry a sestry, sourozenci se spojili a dali se do boje. Zeus osvobodil Hekatoncheiry, získal na svou stranu Kyklópy i některé Titány a po desetiletém lítém boji Krona přemohl a svrhl ho do Tartaru spolu s ostatními, kteří byli na Kronově straně.
Tak skončila Kronova vláda. Některé verze uvádějí, že se Kronos před pádem do Tartaru zachránil a žil pod jménem Saturnus v Itálii. 
O dřívějších verzích o Kronovi, z dob než zlidovělo uctívání Dia, se myslí, že mají souvislost se semitským božstvem Ba`al Hammon. Původ mýtu o Kronovi pojídajícím své děti pochází z nejranějších forem náboženství, kdy jako Ba`al Hammon byl někdy uctíván Moloch, kterému byly přinášeny dětské oběti, které shořely uvnitř sochy Ba`al Hammona.
Zpráva připisovaná podle Eusebia pololegendárnímu současníku Trójské války, fénickému dějepisci Sanchuniathonovi, tvrdí, že Kronos byl původně kanaánský vládce, který založil Byblos a byl postupně zbožštěn. Tato verze udává střídavě jména jako Elus nebo Ilus a uvádí, že ve 32. roce jeho vlády vykastroval, zabil a zbožštil svého otce jménem Epigeius nebo Autochthon, „kterého později zvali Úranem“.
Kronos je znovu zmíněn v Sibyliných věštbách, zvláště knize tři, která jmenuje Krona, Titána a Iapeta, tři syny Urana a Gaie, z nichž každý obdržel třetinu Země a Kronos se stal králem nade vším. Po smrti Urana se Titánovi synové pokusili zlikvidovat Kronovy a Rheiny mužské potomky hned, jakmile se narodí, ale Rheia v Dodoně v tichosti porodila syny Dia, Poseidona a Háda. Ty pak poslala do Frýgie, aby tam byli vychováni. Jakmile se to dozvěděli, uvěznilo šedesát Titánových lidí Krona a Rheu, což se stalo příčinou vyhlášení první války proti nim jejich syny.
Lidé později jeho vládu idealizovaně nazývali zlatým věkem. Následkem jeho spojení se zlatým věkem byl Kronos uctíván jako bůh žní, který dohlíží na plodiny, přírodu a zemědělství. Byl obvykle zobrazován se srpem, kterým měl ve zvyku sklízet plodiny a který byl také zbraní, kterou vykastroval a sesadil Úrana. V Athénách, dvanáctý den každého měsíce, se konala slavnost zvaná Kronia na počest Krona a oslavující žně. Kronos byl také ztotožňován v klasickém starověku s římským bohem Saturnem.
Řekové nestavěli Kronovi žádné chrámy, a ani jinak mu neprojevovali žádnou zvláštní úctu.

## V římské mytologii a pozdější kultuře
Zatímco Řekové považovali Krona za představitele nepořádku a chaosu a věřili, že olympští bohové na svět přinesli období míru a pořádku poté, co se zmocnili vlády na zlomyslných Titánech, měli Římané na Titány příznivější pohled. Ačkoli římský Saturn byl sloučen s Kronem, měli Římané Saturna ve větší oblibě, než Řekové Krona. Zatímco Řeky byl Kronos považován za krutého a bouřlivého Titána, jeho živelnost se stala u Římanů víceméně neškodná a začal být spojován se zlatým věkem a posléze i s „lidským časem“, kalendářem, ročními obdobími, přičemž byl odlišován od vlastního ztělesnění času – Chrona. Zatímco Řekové Krona převážně opomíjeli, považujíce ho za pouhý mezistupeň mezi Úranem a Diem, v římském náboženství a mytologii zastával důležitější úlohu; Saturnálie byly slavnosti vyhrazené k jeho poctě a v raném římském království také víme o nejméně jednom chrámu zasvěceném Saturnovi.
Je důležité si uvědomit, že mnohá starověká města žila v klasických dobách v izolaci, a tak mnohé mýty a pověsti byly rozvíjeny a přizpůsobovány pro danou oblast. Teprve rozvoj technologie dovolil provádět kulturní výměnu mezi lidmi a podporoval tím tvorbu jednotného pohledu na vesmír. Také by se slušelo poznamenat, že takový vývoj se neomezuje pouze na řecko-římskou kulturu. Historické dokumenty ukazují, že se to týkalo hlavně citově zabarveného náboženství.
Stejně jako významu Krona pro Římany, měla zpětně jeho římská varianta, Saturn, velký vliv na západní kulturu. Podle blízkovýchodní tradice byl sedmý den v židovsko-křesťanském kalendáři latinsky nazýván Dies Saturni (Saturnův den), který se pak po úpravách stal zdrojem pro anglický název soboty (Saturday). Astronomický název planety Saturn má také původ u Římanů. Byla považována za sedmý objekt, který byl nejzevnější z objektů ještě pozorovatelných pouhým okem.
U některých hinduistických sekt je Kronos označení pro démona.

## V kultuře
Ve starověku nebyl u Řeků Kronos příliš uctíván, a tím pádem ani zobrazován. Jen na několika vázách a jednom reliéfu v Kapitolském muzeu je možné nalézt jeho vyobrazení. Dále se ještě ve Vatikánských muzeích nachází torzo antické sochy Krona z blíže neurčené doby.
Z novověku jsou pak nejznámější obrazy malířů Petera Paula Rubense a Francisca Goyi, shodou okolností oba dva umístěné v madridské obrazárně Prado. Rubensovo dílo se nazývá Saturn pohlcující jedno ze svých dětí a Goyovo Saturn požírající vlastní dítě.